# Piller Sándor (játékvezető)
Piller Sándor (Békéscsaba, 1962. április 24.) magyar nemzetközi labdarúgó játékvezető, játékvezető ellenőr; közgazdász és cégvezető. Napjainkban Bécsben él.

## Játékvezetői pályafutása

### Nemzeti játékvezetés
A játékvezetői vizsgát 15 éves korában tette le. 1988-ban minősítették országos bírónak, 1990-ben debütálhatott az NB I-ben, 1992-től nemzetközi játékvezető. NB I-es mérkőzéseinek száma: 137. Játékvezetői pályafutását - munkája miatt - 1999 végén fejezte be. 2006-tól 2021-ig az MLSZ Játékvezetői Bizottságának a tagja, és nemzetközi játékvezető ellenőr. 

### Nemzetközi játékvezetés
A  Nemzetközi Labdarúgó-szövetség (FIFA) 1992-től tartotta nyilván bírói keretében. A FIFA nyelvei közül az angolt, a spanyolt és a németet beszéli. Több nemzetek közötti válogatott és klubmérkőzést vezetett, vagy partbíróként segített. A magyar nemzetközi játékvezetők rangsorában, a Világbajnokság-, Európa-bajnokság sorrendjében többedmagával a 10. helyet foglalja el. Azon kevés magyar játékvezetők egyike, aki Bajnokok Ligája mérkőzést is vezetett. Az aktív nemzetközi játékvezetéstől munkahelyi elfoglaltsága miatt 1999-ben búcsúzott.

#### Labdarúgó-világbajnokságok
Japán rendezte az 1993-as U17-es labdarúgó-világbajnokságot, ahol a FIFA JB alkalmazta. Malajzia rendezte az 1997-es U-20-as ifjúsági labdarúgó-világbajnokságot, ahol a FIFA JB foglalkoztatta. A felnőtt világbajnoki döntőhöz vezető úton az Amerikai Egyesült Államokba, az 1994-es labdarúgó-világbajnokságra és Franciaországba, az 1998-as labdarúgó-világbajnokságra a selejtező mérkőzéseken a FIFA JB bíróként alkalmazta.
Futsal Európa-bajnokság: az UEFA Spanyolországban, az 1996-os (nem hivatalos) Futsal-Európa-bajnokságon játékvezetőként foglalkoztatta: a döntőben főbíróként működött közre. Az európai bajnoki torna döntőjéhez vezető úton Belgiumba és Hollandiába, a 2000-es labdarúgó Európa bajnokságra az UEFA JB játékvezetőként foglalkoztatta.

## Sportvezetőként
2006-tól 2021-ig az MLSZ JB tagja, valamint UEFA-FIFA játékvezető ellenőr. 2007-től 2011-ig az UEFA Referee Convention Panel tagja, magyarországi koordinátora.

## Szakmai pályafutása
https://www.linkedin.com/in/sandorpiller/

## Családja
Édesapja, id. Piller Sándor (1932 - 2015) labdarúgó, edző, a Békés megyei Labdarúgó-szövetség elnöke, az MLSZ elnökségének tagja.

Felesége Horváth Marianna (házasság: 1987), gyermekei: Alex (1995) és Adrián (2005).